# West Carroll Parish
Das West Carroll Parish (französisch Paroisse de Carroll Ouest) ist ein Parish (Kirchspiel) im Bundesstaat Louisiana der Vereinigten Staaten. Im Jahr 2020 hatte das Parish 9751 Einwohner und eine Bevölkerungsdichte von 10,5 Einwohnern pro Quadratkilometer. Der Verwaltungssitz (Parish Seat) ist Oak Grove.

## Geographie
Das Parish liegt im Nordosten von Louisiana, grenzt im Norden an Arkansas, ist im Osten etwa 30 km von Mississippi entfernt und hat eine Fläche von 933 Quadratkilometern, wovon zwei Quadratkilometer Wasserfläche sind. Es grenzt an folgende Parishes und Countys:
|                  | Chicot County (Arkansas) |                     |
| Morehouse Parish |                          | East Carroll Parish |
|                  | Richland Parish          |                     |

## Geschichte
Der Norden Louisianas war schon in prähistorischer Zeit besiedelt. Im West Carroll Parish liegt Poverty Point, ein archäologischer Fundort und eine Gedenkstätte für singuläre Erdwerke der nach dem Fundort so genannten Poverty Point Culture am Ende der Archaischen Periode zwischen dem 18. und 10. Jahrhundert v. Chr. Das Parish wurde 1877 aus Teilen des Carroll Parish gebildet.
Als Stätte besonderer historischer Bedeutung hat Poverty Point den Status einer National Historic Landmark und ist ein National Monument. Seit 2014 gehört sie zum Welterbe in den Vereinigten Staaten von Amerika. Insgesamt sind zwei weitere Bauwerke und Stätten des Parish im National Register of Historic Places eingetragen (Stand 10. November 2017).

## Demografische Daten

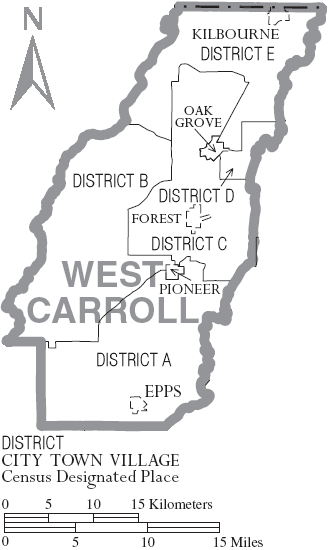
Karte des West Carroll Parishes

Nach der Volkszählung im Jahr 2000 lebten im West Carroll Parish 12.314 Menschen in 4.458 Haushalten und 3.249 Familien. Die Bevölkerungsdichte betrug 13 Einwohner pro Quadratkilometer. Ethnisch betrachtet setzte sich die Bevölkerung zusammen aus 79,89 Prozent Weißen, 18,88 Prozent Afroamerikanern, 0,25 Prozent amerikanischen Ureinwohnern, 0,13 Prozent Asiaten, 0,01 Prozent Bewohnern aus dem pazifischen Inselraum und 0,43 Prozent aus anderen ethnischen Gruppen; 0,41 Prozent stammten von zwei oder mehr Ethnien ab. 1,35 Prozent der Bevölkerung waren spanischer oder lateinamerikanischer Abstammung, die verschiedenen der genannten Gruppen angehörten.
Von den 4.458 Haushalten hatten 33,3 Prozent Kinder und Jugendliche unter 18 Jahre, die bei ihnen lebten. 57,8 Prozent waren verheiratete, zusammenlebende Paare, 12,3 Prozent waren allein erziehende Mütter, 27,1 Prozent waren keine Familien, 24,8 Prozent waren Singlehaushalte und in 13,8 Prozent lebten Menschen im Alter von 65 Jahren oder darüber. Die Durchschnittshaushaltsgröße betrug 2,59 und die durchschnittliche Familiengröße lag bei 3,09 Personen.
Auf das gesamte Parish bezogen setzte sich die Bevölkerung zusammen aus 25,6 Prozent Einwohnern unter 18 Jahren, 9,7 Prozent zwischen 18 und 24 Jahren, 26,5 Prozent zwischen 25 und 44 Jahren, 22,6 Prozent zwischen 45 und 64 Jahren und 15,5 Prozent waren 65 Jahre alt oder darüber. Das Durchschnittsalter betrug 37 Jahre. Auf 100 weibliche kamen statistisch 102,1 männliche Personen. Auf 100 Frauen im Alter von 18 Jahren oder darüber kamen 99,5 Männer.
Das jährliche Durchschnittseinkommen eines Haushalts betrug 24.637 USD, das Durchschnittseinkommen der Familien betrug 31.806 USD. Männer hatten ein Durchschnittseinkommen von 28.211 USD, Frauen 18.477 USD. Das Prokopfeinkommen betrug 12.302 USD. 18,2 Prozent der Familien 23,4 Prozent der Bevölkerung lebten unterhalb der Armutsgrenze. Davon waren 30,8 Prozent Kinder oder Jugendliche unter 18 Jahre und 22,3 Prozent waren Menschen über 65 Jahre.

## Orte im Parish
- Bear Skin
- Chickasaw
- Concord
- Darnell
- Epps
- Fiske
- Floyd
- Forest
- Goodwill
- Gowen
- Kilbourne
- Mitchiner
- Newhope
- Oak Grove
- Pioneer
- Terry